# 波缘冷水花
波缘冷水花（学名：Pilea cavaleriei）为荨麻科冷水花属的植物，为中国的特有植物。分布于不丹以及中国大陆的广东、贵州、广西、福建、湖北、江西、湖南、浙江、四川等地，生长于海拔200米至1,500米的地区，一般生于林下石上湿处，目前尚未由人工引种栽培。

## 异名
- Pilea cavaleriei Levl. ssp. crenata C. J. Chen
- Pilea cavaleriei Levl. ssp. valida C. J. Chen